# 앤디 윌리엄스
앤디 윌리엄스(Andy Williams, 1927년 12월 3일 ~ 2012년 9월 25일)는 미국의 싱어송라이터 겸 영화배우이다.

## 생애

### 생애 초기
미국 아이오와주 색 카운티 월 레이크 구역에서 출생하였고 미국 아이오와주 신시내티에서 성장하였다.

### 주요 이력
- 1938년 3명의 친형들과 보컬 음악 그룹 "Williams Brothers"의 보컬리스트로 데뷔
- 1952년 솔로 가수 데뷔
- 1964년 미국 영화 《I'd rather be rich》의 주연으로 영화 배우 데뷔

### 사망
2012년 9월 25일 방광암으로 세상을 떠났다. 향년 84세.

## 기타
- 《Moon river》와 《Where do I begin?》과 《Maria》라는 영어 가사 노래 작품들의 원곡 가수로 알려져 있다.
- 미국 남성 보컬 음악 그룹 "The Four Aces(더 포 에이시즈)"의 《Love is many-splendored thing》이라는 노래 작품을 리메이크하여 히트한 가수로도 알려져 있다.
- 프랑스 태생의 영국 여성 가수 겸 작사가 캐터리나 발렌트(Caterina Valente)가 불렀던 샹송 《Till》을 영어 가사로 개사하여 불렀으며, 이후 이 곡은 토니 베닛(Tony Bennett)이 리메이크하였다.
- 프랑스 남성 싱어송라이터 겸 피아니스트 미셸 르그랑(Michel Legrand)이 작곡하고 그리스 가수 겸 뮤지컬 배우 나나 무스쿠리(Nana Mouskouri)가 부른 샹송 《Les parapluies de Cherbourg》를 영어로 개사한 《I will wait for you》를 불렀다.
- 1961년 34세 때 프랑스 태생의 가수 겸 뮤지컬배우 클로다인 런짓(Claudine Longet)과 결혼하였지만 이후 1975년 이혼하였다.
- 그의 작품 중《Happy Heart》는 프로야구 넥센 히어로즈의 포수 허도환의 응원가로 사용되고 있다.